# Ókrug municipal
Un ókrug municipal (ruso: Муниципальный округ) es un tipo de subdivisión administrativa existente en Rusia desde 2019, aprobada por la ley federal 87-ФЗ de 1 de mayo de 2019. El término hace referencia a una forma de autogobierno local en la cual se forma un ayuntamiento sobre la totalidad del territorio que cubre un distrito o raión administrativo. Por lo tanto, se trata de una subdivisión de segundo nivel de descentralización, por debajo de los sujetos federales (subdivisiones de primer nivel), que sustituye tanto a los raiones municipales (subdivisiones de segundo nivel que cubren varios ayuntamientos) como a los ayuntamientos en los que se dividían los correspondientes raiones municipales (subdivisiones de tercer nivel, como los asentamientos rurales). Aunque a efectos de autogobierno local son distintos a los raiones municipales, podrían seguir conservando la denominación de "raión" por mantener sus funciones de desconcentración administrativa de los órganos de la federación y de los sujetos federales.
El término "ókrug municipal" ya hacía referencia con anterioridad a los distritos urbanos en los que se dividen las ciudades federales, que mantienen el término para estas subdivisiones pero con un significado diferente al que existe en el resto del país, ya que se trata de meras entidades geográficas urbanas. Tampoco debe confundirse el concepto de "ókrug municipal" (área rural de mucho mayor tamaño que su capital, aunque sea generalmente homónima) con el de "ókrug urbano", que es otra subdivisión de segundo orden de los sujetos federales, formada casi exclusivamente por una ciudad o asentamiento de tipo urbano con la relevancia suficiente como para no depender ni de un ókrug municipal ni de un raión municipal.

## Extensión geográfica
La ley federal 87-ФЗ de 1 de mayo de 2019 obliga a que a partir del 1 de enero de 2025 se reorganicen como ókrug municipal las ciudades organizadas como ókrug urbano, si cumplen una de estas dos condiciones: que en el territorio del ókrug urbano menos de dos tercios de los habitantes vivan en ciudades u otros asentamientos urbanos, o que en el territorio del ókrug urbano haya una densidad de población inferior a cinco veces la del conjunto de Rusia. Sin embargo, la reorganización de raiones principalmente rurales como ókrug municipal, que es el principal objetivo de este nuevo sistema, varía en función de la situación de cada sujeto federal. El primer raión en el que se unificaron todos los ayuntamientos para formar un ókrug municipal fue el ókrug municipal de Vesegonsk, en la óblast de Tver, al finalizar el mismo mes de mayo de 2019. A 1 de enero de 2021 había ya cien ayuntamientos en Rusia organizados como ókrug municipal. A 1 de enero de 2023, los ayuntamientos rusos organizados como ókrug municipal sumaban 311, frente a 1421 raiones municipales subdivididos en ayuntamientos. La estadística de 2023 incluye con el estatus de ókrug municipal a 68 raiones de los territorios internacionalmente reconocidos como ucranianos, muchos de los cuales ni siquiera son controlados efectivamente por Rusia.